# 志木町・志紀町の小字名一覧
本項では、北足立郡志木町の小字名について記述している。

## 各地区の小字名
- ［館地区］
  - 一ツ橋（ヒトツバシ）…現在の志木市民体育館一帯〜志木大橋、志木ニュータウン（以下ニュータウン）南の森弐番街7〜9番地一帯を指す。
  - 砂田（スナダ）…現在のニュータウン中央の森弐番街〜中央の森参番街、サミット柳瀬川店、ペアモール一帯を指す。
  - かわや下（カワヤシタ）…現在の南の森壱番街一帯と幸町4丁目14〜27番地一帯を指す。
  - 小荷田（コニダ）…現在の中央の森壱番街と志木第四小学校、幸町3丁目18番地一帯を指す。
  - 島附（シマツキ）…現在の志木市立志木第二中学校校舎周辺と志木第二小学校校舎周辺、幸町3丁目16〜21番地一帯を指す。
  - 原田（ハラダ）…現在の館保育園、柳瀬川図書館、志木第二小学校校庭周辺〜柏町6丁目28番地一帯を指す。
  - 神明下（シンメイシタ）…現在の東の森壱番街1〜4番地、幸町2丁目16番地、幸町3丁目11番地周辺及び柏町6丁目神明神社周辺を指す。
- ［幸町地区］
  - 久保（クボ）…現在のかわや下を除く幸町4丁目全域と幸町1丁目13〜16番地一帯を指す。
  - 西原（ニシハラ）…現在の小荷田、島附、稲荷山を除く幸町3丁目全域を指す。
  - 大塚（オオツカ）…現在の神明下、中道、二ッ塚を除いた幸町2丁目全域と柏町5丁目9番地周辺を指す。
  - 稲荷山（イナリヤマ）…現在の久保、二ッ塚を除いた幸町1丁目全域を指す。
  - 二ッ塚（フタツヅカ）…現在の幸町1丁目1〜5番地、幸町2丁目1、2番地周辺〜本町6丁目23、29番地周辺、柏町5丁目1、2番地周辺を指す。
- ［柏町地区］
  - 神田（カミダ）…現在の柏町6丁目17〜21番地、31番地、柳瀬川駅交番周辺を指す。
  - 亭ノ下（チンノシタ）…現在の柏町6丁目1〜4番地、32番地周辺を指す。
  - 宮田（ミヤダ）…現在の志木市立志木中学校周辺、柏町2丁目24〜29番地一帯を指す。
  - 高橋（タカバシ）…現在の柳瀬川に架かる高橋一帯を指す。
  - 清水（シミズ）…現在の柏町6丁目5〜7、26〜27番地一帯を指す。
  - 新屋敷（アラヤシキ）…現在の柏町5丁目16〜18番地を指す。
  - 城山（シロヤマ）…現在のチョウショウインハタザクラ、志木第三小学校、舘氷川神社周辺、柏町1丁目17〜20番地一帯を指す。
  - 中野（ナカノ）…現在の上町、市場、味場を抜いた柏町1丁目全域を指す。
  - 味場（アジバ）…現在の旧ワイス工場跡地周辺を指す。
- ［本町地区］
  - 出口（デグチ）…現在の本町6丁目21〜29番地、柏町5丁目1〜2、5番地一帯を指す。
  - 陣場（ジンバ）…現在の出口を抜いた本町6丁目全域と柏町1、2、4番地一帯を指す。
  - 上町（カミチョウ）…現在の志木小学校、志木市民会館周辺及び柏町1丁目11、12、14番地一帯を指す。
  - 市場（イチバ）…現在の本町2丁目1〜6、8〜10番地、上町を除いた本町1丁目全域と柏町1丁目7番地を指す。
  - 東原（アズマハラ）…現在の本町5丁目志木郵便局、ダイエー志木店、本町4丁目慶應義塾志木高校校舎、朝霞市朝志ヶ丘2丁目11番地の一部を含んだ地域を指す。
  - 直路（スグジ）…現在の東原を抜いた本町5丁目全域と本町4丁目1〜3、5、12、13番地一帯を指す。
  - 富士前（フジマエ）…現在の上町を抜いた本町3丁目全域と朝霞市宮戸3丁目11、13、15、16番地を指す。
  - 田子山（タゴヤマ）…現在の市場を抜いた本町2丁目全域を指す。

## 参考資料
- 志木市史調査報告書、郷土の地名（昭和63年12月31日発行）